# Formula di Brahmagupta
La formula di Brahmagupta consente di determinare l'area di un quadrilatero. 
Nella sua forma più comune, consente di determinare l'area di un quadrilatero ciclico (cioè inscrivibile in una circonferenza) una volta che siano note le lunghezze dei lati. Prende il nome dal matematico indiano Brahmagupta.

## Forma di base
Nella sua forma più tipica e più facile da ricordare, la formula di Brahmagupta afferma che l'area di un quadrilatero ciclico i cui lati hanno lunghezze a, b, c, d è uguale a:
{\displaystyle A={\sqrt {(p-a)(p-b)(p-c)(p-d)}}}
dove {\displaystyle p} è il semiperimetro, ovvero
{\displaystyle p={\frac {a+b+c+d}{2}}.}

## Generalizzazione ai quadrilateri generici
L'estensione della formula di Brahmagupta al caso di quadrilateri generici (e non ciclici) è costituita dalla formula di Bretschneider, che coinvolge anche la misura di due angoli opposti del quadrilatero:
{\displaystyle A={\sqrt {(p-a)(p-b)(p-c)(p-d)-abcd\cos ^{2}(\theta )}}}
dove {\displaystyle \theta } è la metà della somma di due angoli opposti qualsiasi (la scelta della coppia è irrilevante: se si considerano gli altri due angoli, la metà della loro somma è supplementare a {\displaystyle \theta }; ma, dal momento che {\displaystyle \cos(\pi -\theta )=-\cos(\theta )}, si ha {\displaystyle \cos ^{2}(\pi -\theta )=\cos ^{2}(\theta )}).

### Riduzione alla formula di Brahmagupta
La formula di Brahmagupta è, ovviamente, un caso particolare di quella più generale. Infatti, una nota proprietà dei quadrilateri ciclici è il fatto che gli angoli opposti sono supplementari. In questo caso, di conseguenza, {\displaystyle \theta ={\frac {\pi }{2}}} e, pertanto, {\displaystyle abcd\cdot \cos ^{2}(\theta )=abcd\cdot \cos ^{2}\left({\frac {\pi }{2}}\right)=abcd\cdot 0=0}, e la formula di Bretschneider si riduce alla forma di base.

## Teoremi collegati
La formula di Erone per l'area di un triangolo è il caso particolare che si ottiene ponendo {\displaystyle d=0}.
La relazione tra la forma di base e quella generalizzata della formula di Brahmagupta è simile al modo in cui il teorema di Carnot estende il teorema di Pitagora.